# Adolf Dauthage
Adolf Dauthage (né le 20 février 1825 à Vienne et mort le 3 juin 1883 à Rustendorf près de Vienne) est un peintre et lithographe austro-hongrois.

## Biographie
Adolf Dauthage est issu d'un milieu modeste (fils de ferblantier) et doit à l'origine devenir doreur. Après avoir abandonné ses études à l'Académie de Vienne, il travaille pendant quatre ans dans l'atelier de Josef Kriehuber. Comme ce dernier, il travaille principalement comme portraitiste lithographe. Il jouit d'une grande popularité dans la société viennoise, dont il dépeint les membres en feuilles simples et en séries entières (Joseph von Hammer-Purgstall, Franz Grillparzer, František Palacký, membres de l'Académie des sciences, acteurs célèbres). Les œuvres de la période tardive (à partir de 1865), probablement sous l'influence de la photographie, perdent leur expression et leurs caractéristiques. Il est enterré au cimetière central de Vienne. La tombe a déjà été abandonnée.

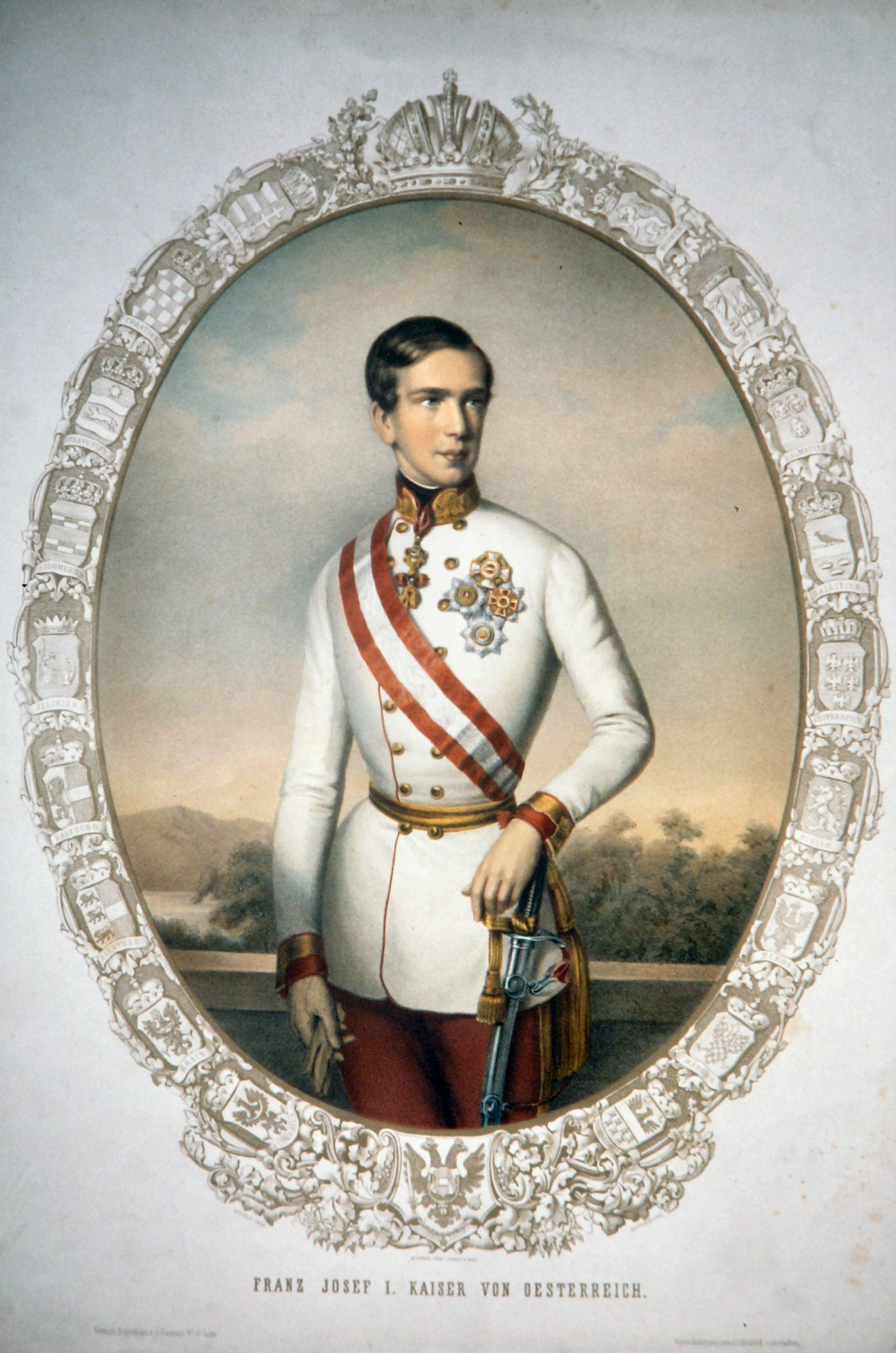
Portrait de François-Joseph Ier (vers 1860).
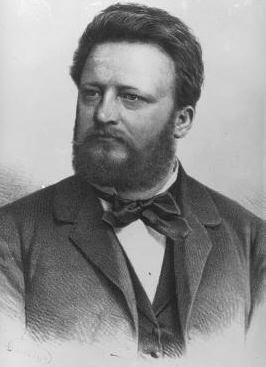
Portrait d'Ernst Bareuther (de) (avant 1883).